# Ross Mathews
Ross Mathews (Mount Vernon, Washington; 24 de septiembre de 1979) es una personalidad de la televisión estadounidense que saltó a la fama gracias a su papel como interno y corresponsal del programa The Tonight Show with Jay Leno, donde él era conocido como "Ross el interno".
Mathews desde entonces ha tenido numerosas apariciones en televisión en Celebrity Fit Club, The Insider y como panelista regular semanal en Chelsea Lately. Actualmemte trabaja en los programas Hollywood Today Live, RuPaul's Drag Race y Live from E!.

## Biografía
Mathews comenzó como empleado tras bastidores en The Tonight Show con Jay Leno. Desde diciembre de 2001, cubrió estrenos de cine, premios de la Academia y otros eventos. Mathews ha contribuido al hacer comentarios en el canal E! en diversos especiales. También apareció en la quinta temporada del reality show de VH1, Celebrity Fit Club. Durante el transcurso de la serie, que se estrenó en abril de 2007, Mathews perdido más de 40 libras y ayudó a su equipo a ganar el gran premio.
Desde 2011, Mathews ha aparecido varias veces en un papel como invitado en las Jornadas de teatro en la cadena NBC. En 2012 fue juez en la cuarta temporada de otro reality show de VH1, RuPaul's Drag Race

## Vida personal
Ross Mathews es abiertamente gay. Desde 2008 mantiene una relación con Salvador Camarena.